# Tres Algarrobos
Tres Algarrobos är en ort i Argentina.   Den ligger i provinsen Buenos Aires, i den centrala delen av landet, 400 km väster om huvudstaden Buenos Aires. Tres Algarrobos ligger 108 meter över havet och antalet invånare är 3 201.
Terrängen runt Tres Algarrobos är mycket platt. Runt Tres Algarrobos är det mycket glesbefolkat, med 2 invånare per kvadratkilometer..
Trakten runt Tres Algarrobos består till största delen av jordbruksmark.